# Стерпин, Андрей
Андрей Стерпин SJ (фр. Sterpin Andre, 28 августа 1923 Харбин, Китайская республика — 3 декабря 2003, Лион, Франция) — католический священник-иезуит, иеромонах, участник Русского апостолата, будучи педагогом и руководителем Интерната Святого Георгия в Медоне оказал большое влияние на формирование нескольких поколений русской учащейся молодёжи, а также принимал активное участие в духовной, культурной и общественной жизни русской диаспоры во Франции.

## Биография
Родился в семье эмигрантов в Харбине, мать — русская, отец — бельгиец, учился в Лицее Святого Николая в Харбине. Перед Второй мировой войной переехал в Европу, в 1942 году вступил в новициат иезуитов в Арлоне, Бельгия.
В 1954 году в Риме епископом Александром Евреиновым рукоположён в сан иеромонаха.
С 1948 года по 2002 год жил в Русском центре св. Георгия в Медоне под Парижем, в 1956–1963 годах директор интерната св. Георгия для детей русских эмигрантов.
Один из инициаторов издания книги «Un collège jésuite pour les Russes: «Saint-Georges»: De Constantinopole à Meudon. 1921–1992» (Париж, 1993) («Святой Георгий: Интернат для детей русских эмигрантов во Франции» СПб, 2003 год). 
Редактировал русский перевод книги иезуита Ивана Гагарина "Примат апостола Петра и богослужебные книги Русской Церкви" (1863 год).
Член редколлегии журнала «Символ». По вопросам пастырской работы в русской среде переписывался с протоиереем Павлом Гречишкиным.
Летом 1967 года как турист посетил СССР, при этом 

 отметил искренность молящихся в русских храмах и хорошее состояние самих церквей.
После закрытия Центра в Мёдоне в 2002 году переехал в Лион, где жил при Центре св. Василия Великого.
Скончался 3 декабря 2002 года.